# Anno 1404
 1404 је рачунарска видео-игрица која спада у стратегије у реалном времену и игре изградње градова.
Ову игру је развила фирма Related Designs а објавила у јуну 2009. фирма Ubisoft.
 1404 је наставак игре Anno 1701 и последњи је наставак у anno серијалу.
За фебруар 2010. је најављено објављивање експанзионог пакета под називом Anno 1404: Venice у којем ће бити омогућена опција која омогућава играње више играча одједном.

## Опис сценарија игре
Као и у осталим играма anno серијала, играч започиње игру као вођа неименоване државе коју мора да колинизује и прошири током игре. Док играч проширује своју територију, рачунарски контролисани ривали такође проширују и јачају своје државе. Током напретка појединих играча у игри, омогућено им је да дођу у посед пловила и борбених трупа са којима могу да врше инвазију на државе других играча, и на крају их и победе. У односу на претходна издања anno серијала, овај наставак има већа острва и свет који се може истраживати, опцију за песак и низ других новости за овај серијал.

## Синопсис
Игра је подељена на више кампања.

### Почетне кампање
Почетне кампање у којма играч стиче основна знања која су му потребна за касније кампање почиње када Лорд Ричард додељује играчу острво на управљање, под условом да му помогне у изградњи катедрале у којој ће се молити за живот његовог рођака цара. Лорд Ричард учи играча основама управљања државом. Када играч помогне Лорд Ричарду да направи први ниво катедрале, тачније, дрвена градња катедрале, долази Гај Форкас са својом флотом да обавести играча и Лорд Ричарда о крсташком походу на Оријент. Лорд Ричард помаже играчу да обезбеди ствари које су потребне Гају Форкасу за овај поход. После неког времена Гај Форкас даје задатак играчу да обавести Мари де Троа о крсташком походу. Када играч преда писмо Мари де Троа она се толико узбуди да тотално заборави на своје људе. Играч прави складиште на једном острву на којем се налази кућа Брата Хеленијуса да би га повео код Гаја Форкаса да благослови оружје.

### Касније кампање
После неког времена Гај Форкас добија обавештење од Кардинала Лушијуса да треба да направи друго складиште одакле ће да крене масовна армија на Оријент. Са том армијом крећу и бродови Гаја Форкаса који носе групе деце. Лорд Ричард се забринуо за њих и хоће да их избави из канџи трговаца децом. Због олује која се тада дешавала, играч и Лорд Ричард нису могли да спрече трговину децом. Лорд Ричард даје острво играчу на поклон под условом да му помогне да спречи трговину децом. Касније, Лорд Ричард шаље поклон великом везиру који играч треба да донесе до њега. Велики везир награђује играча опцијом градње зграда. Играч сада развија своје сељаке у грађане а грађане у патриције уз помоћ зачина који добија са Оријента. Развија такође и своје номаде који живе на Оријенту. Играч сазнаје где се налазе пирати и напада брод једног пирата. Он га на крају уништи и ослобађа групу деце. Сваку групу деце коју играч ослободи доводи до Брата Хеленијуса.

### Завршне кампање
Када играч ослободи децу са списка на трговини Гај Форкас долази и хапси Лорда Ричарда. Тада играч остаје сам и враћа се на једно своје острво и сазнаје да је великом везиру потребна помоћ јер га нападају крсташки бродови. Играч после неког времена даје поруку Мари де Троа наравно са белом заством. Када Мари де Троа прочита то писмо сазнаје да је цела ствар о крсташком походу лоша идеја и придружује се играчу. Гај Форкас напада играча и Мари де Троа јер више не учествују у крсташком походу. Играч са својим бродовима и са бродовима које је добио на поклон од Мари де Троа напада Гај Форкасове бродове. Када сви Гај Форкасови бродови леже дубоко у мору долази Кардинал Лушијус и напада играча и Мари де Троа. Играч и Мари де Троа се склањају у један замак који се налази на играчевом острву које је добио на поклон од Мари де Троа под условом да одбрани њен град од Кардинала Лушијуса. После неколико таласа Лушијусових напада Мари де Троа даје играчу мапу места где се налази велики везир и поруку коју треба да донесе ту поруку до великог везира уз помоћ мапе коју је добио. После неког времена долази велики везир да помогне играчу да побегне одатле. Играч одлази у Оријент. Поново развија своје номаде и унапређује их у енвоје и добија групу копача која може да ископа пут до затвора у којем се налази Лорд Ричард. Играч води Лорда Ричарда до цара. Играч даје вештицама ствари које су потребне да би направиле напитак од кога ће цар моћи да остане жив. Играч даје напитак цару и он се полако лечи од куге. Лорд Ричард и играч се враћају на своја прва острва. Пошто је Кардинал Лушијус уништио цело играчево село Лорд Ричард поклања свој град са катедралом (иако је он пола уништен) играчу под условом да направи катедралу пре Кардинала Лушијуса. Играч помаже великом везиру и добија мајсторе градње катедрале који ће му помоћи да прави катедралу. Када катедрала буде завршена пре катедрале Кардинала Лушијуса цар долази и даје једну малу флоту играчу и играч уништава бродове Кардинала Лушијуса. На крају уништава његов главни брод и одведе Кардинала Лушијуса до цара да га цар ухапси.